# Lijst van nummer 1-hits in de Vlaamse Ultratop 50 in 2014
De volgende hits stonden in 2014 op nummer 1 in de Vlaamse Ultratop 50.
| Nummer | Datum        | Artiest                                | Titel                            |
| ------ | ------------ | -------------------------------------- | -------------------------------- |
| 242    | 4 januari    | Klingande                              | Jubel                            |
| 243    | 11 januari   | Pharrell Williams                      | Happy                            |
| 242    | 18 januari   | Klingande                              | Jubel                            |
| 243    | 25 januari   | Pharrell Williams                      | Happy                            |
| 242    | 1 februari   | Klingande                              | Jubel                            |
| 243    | 8 februari   | Pharrell Williams                      | Happy                            |
|        | 15 februari  | Pharrell Williams                      | Happy                            |
|        | 22 februari  | Pharrell Williams                      | Happy                            |
| 244    | 1 maart      | Katy Perry & Juicy J                   | Dark horse                       |
|        | 8 maart      | Katy Perry & Juicy J                   | Dark horse                       |
| 243    | 15 maart     | Pharrell Williams                      | Happy                            |
| 244    | 22 maart     | Katy Perry & Juicy J                   | Dark horse                       |
| 243    | 29 maart     | Pharrell Williams                      | Happy                            |
|        | 5 april      | Pharrell Williams                      | Happy                            |
| 245    | 12 april     | A Great Big World & Christina Aguilera | Say something                    |
|        | 19 april     | A Great Big World & Christina Aguilera | Say something                    |
| 246    | 26 april     | Mr. Probz                              | Waves (Robin Schulz remix)       |
|        | 3 mei        | Mr. Probz                              | Waves (Robin Schulz remix)       |
|        | 10 mei       | Mr. Probz                              | Waves (Robin Schulz remix)       |
| 247    | 17 mei       | The Common Linnets                     | Calm after the storm             |
| 246    | 24 mei       | Mr. Probz                              | Waves (Robin Schulz remix)       |
|        | 31 mei       | Mr. Probz                              | Waves (Robin Schulz remix)       |
| 248    | 7 juni       | Kiesza                                 | Hideaway                         |
|        | 14 juni      | Kiesza                                 | Hideaway                         |
|        | 21 juni      | Kiesza                                 | Hideaway                         |
| 249    | 28 juni      | Netsky & Beth Ditto                    | Running Low                      |
| 250    | 5 juli       | Gunther D                              | Dance with the devils            |
| 251    | 12 juli      | Lilly Wood & The Prick & Robin Schulz  | Prayer in C (Robin Schulz remix) |
|        | 19 juli      | Lilly Wood & The Prick & Robin Schulz  | Prayer in C (Robin Schulz remix) |
|        | 26 juli      | Lilly Wood & The Prick & Robin Schulz  | Prayer in C (Robin Schulz remix) |
|        | 2 augustus   | Lilly Wood & The Prick & Robin Schulz  | Prayer in C (Robin Schulz remix) |
|        | 9 augustus   | Lilly Wood & The Prick & Robin Schulz  | Prayer in C (Robin Schulz remix) |
|        | 16 augustus  | Lilly Wood & The Prick & Robin Schulz  | Prayer in C (Robin Schulz remix) |
| 252    | 23 augustus  | Dotan                                  | Home                             |
|        | 30 augustus  | Dotan                                  | Home                             |
|        | 6 september  | Dotan                                  | Home                             |
| 253    | 13 september | Hozier                                 | Take me to church                |
|        | 20 september | Hozier                                 | Take me to church                |
|        | 27 september | Hozier                                 | Take me to church                |
|        | 4 oktober    | Hozier                                 | Take me to church                |
|        | 11 oktober   | Hozier                                 | Take me to church                |
|        | 18 oktober   | Hozier                                 | Take me to church                |
|        | 25 oktober   | Hozier                                 | Take me to church                |
|        | 1 november   | Hozier                                 | Take me to church                |
|        | 8 november   | Hozier                                 | Take me to church                |
|        | 15 november  | Hozier                                 | Take me to church                |
| 254    | 22 november  | Nielson                                | Sexy als ik dans                 |
| 255    | 29 november  | Band Aid 30                            | Do They Know It's Christmas      |
| 256    | 6 december   | Lost Frequencies                       | Are you with me                  |
|        | 13 december  | Lost Frequencies                       | Are you with me                  |
|        | 20 december  | Lost Frequencies                       | Are you with me                  |
|        | 27 december  | Lost Frequencies                       | Are you with me                  |